# レストレポ 〜アフガニスタンで戦う兵士たちの記録〜
『レストレポ 〜アフガニスタンで戦う兵士たちの記録〜』（原題: Restrepo）は、セバスチャン・ユンガーとティム・ヘザリントンによる2010年のドキュメンタリー映画である。
日本ではナショナルジオグラフィックチャンネルにより放送されている。

## 内容
アフガニスタンのクナル州コレンガル渓谷で任務を全うするアメリカ軍兵士への密着取材、撮影である。

## 評価
Rotten Tomatoesでは107のレビューで96%の支持率で、平均点は10点満点で8.1点となった。
『シカゴ・サンタイムズ』のロジャー・イーバートは本作に4つ星満点を与えた。
ナショナル・ボード・オブ・レビューによる2010年のドキュメンタリー映画トップ5に選ばれた。

### 受賞・ノミネート
| 映画祭・賞                       | 部門                             | 候補者                                      | 結果       |
| -------------------------------- | -------------------------------- | ------------------------------------------- | ---------- |
| サンダンス映画祭                 | ドキュメンタリー部門・グランプリ |                                             | 受賞       |
| アカデミー賞                     | 長編ドキュメンタリー映画賞       | セバスチャン・ユンガー ティム・ヘザリントン | ノミネート |
| サテライト賞                     | ドキュメンタリー映画賞           | -                                           | 受賞       |
| ワシントンD.C.映画批評家協会賞   | ドキュメンタリー映画賞           | -                                           | ノミネート |
| 放送映画批評家協会賞             | ドキュメンタリー映画賞           | -                                           | ノミネート |
| インディペンデント・スピリット賞 | ドキュメンタリー映画賞           | -                                           | ノミネート |
| オンライン映画批評家協会賞       | ドキュメンタリー映画賞           | -                                           | ノミネート |
| シカゴ映画批評家協会賞           | ドキュメンタリー映画賞           | -                                           | ノミネート |
| フェニックス映画批評家協会賞     | ドキュメンタリー映画賞           | -                                           | 受賞       |
| 全米監督協会賞                   | ドキュメンタリー映画監督賞       | セバスチャン・ユンガー ティム・ヘザリントン | ノミネート |
| 映画音響編集者組合賞             | ドキュメンタリー映画音響賞       |                                             | ノミネート |

### 備考
本作の監督で、戦場ジャーナリストのティム・ヘザリトンは、2011年4月19日、内戦下にあるリビアにおいて、激しい市街戦が起こっている同国西部の都市ミスラータで取材中にリビア政府軍の攻撃を受け、死去した。